# Mischflora
In der Mikrobiologie, speziell der Bakteriologie, bezeichnet eine Mischflora ein Vorhandensein verschiedener Mikroorganismen am gleichen Standort – gemischte Flora. Oft ist dies gleichbedeutend mit einer physiologisch vorhandenen, also normalen, bakteriellen Standortflora und beinhaltet verschiedene Bakterien. Tatsächlich könnten hier aber beispielsweise auch Hefen mit eingeschlossen sein. Abzugrenzen davon ist eine Mischkultur. Dieser Sachverhalt bezieht sich auf den Nachweis und beschreibt, dass mikrobiologisch mehrere Mikroorganismen vom gleichen Standort nachgewiesen werden – ein Pendant zur Reinkultur. Bei einer Mischinfektion dagegen ist die Infektion Zentrum der Begrifflichkeit und wird durch mehrere Mikroorganismen bedingt.
Beispiele für Mischfloren sind die Standortfloren von Haut und Darm. Von der äußeren Haut lassen sich mittels unterschiedlicher Techniken regulär aus einer einzigen Probe z. B. Bacillus spp., Candida spp., Corynebacterium spp., Micrococcus spp., Neisseria spp., Peptostreptococcus spp., Cutibacterium spp., Staphylococcus aureus, Staphylococcus epidermidis und Viridans-Streptokokken nachweisen. Auch aus dem Darm lassen sich (ebenso mittels unterschiedlicher Techniken) viele verschiedene Bakterien nachgewiesen. Dies sind hauptsächlich Anaerobier (~99 %) wie Prevotella spp., Bacteroides spp., Lactobacillus spp. und Clostridium spp. sowie Aerobier wie beispielsweise Enterobacterales, Enterococcus spp., Candida spp., apathogene Amoeben u. a.